# Pedro Maestre Herrero
Pedro Maestre Herrero (Elda, Alacant, País Valencià, 5 de maig de 1967) és un escriptor valencià. És llicenciat en Filologia Hispànica per la Universitat d'Alacant. Va quedar finalista del concurs Nous Narradors en 1995. Al 1996 va guanyar el Premi Nadal amb la seva novel·la autobiogràfica Matando dinosaurios con tirachinas. Ha col·laborat com a articulista en els diaris Las Provincias i El Mundo.

## Obra
- Matando dinosaurios con tirachinas (1996). ISBN 84-233-2656-X[1]
- Benidorm, Benidorm, Benidorm (1997). ISBN 978-84-233-2913-7[1]
- Alféreces provisionals (1999). ISBN 978-84-233-3149-9[1]
- El libro que Sandra Gavrilich quería que le escribiera (2006). ISBN 84-96080-83-8[3]

## Premis
- 1996: Premi Nadal de novel·la per Matando dinosaurios.[4]